# De trettio tyrannerna
De trettio tyrannerna (Grekiska: οἱ τριάκοντα τύραννοι, oi triákonta týrannoi), ibland enbart kallade De trettio, var en grupp atenska aristokrater som 404 f.Kr. installerades som härskare över Aten. De trettios maktövertagande var ett resultat av det Peloponnesiska kriget som Aten under de senaste trettio åren hade utkämpat, och slutligen förlorat, mot det av Sparta ledda Peloponnesiska förbundet. Under De trettios styre så avskaffades den atenska demokratin och många av demokratins förespråkare dömdes till utvisning, konfiskering av egendom, eller döden. Ca 1500 personer, eller 5% av Atens befolkning, bedöms ha avrättats under de trettios styre. År 403 f.Kr., efter endast tretton månaders regering, störtades De trettios välde av en grupp landsförvisade Atenare ledda av Thrasybulus. Efter Thrasybulus maktövertagande utfärdades en allmän amnesti mot de Atenare som hade stött De trettio. Undantagna från amnestin var De trettio själva, tio av deras närmaste mannar i Aten, samt de elva personer som av De trettio utsetts till tyranner över Atens hamnstad Pireus. 
Under De trettios styre förblev filosofen Sokrates i Aten, och han kom därmed av allmänheten att associeras med regimen. Detta kan ha varit en av de bakomliggande orsakerna till den rättegång som 399 f.Kr. dömde honom till döden. 

## Lista över de trettio
Nedan följer den lista över De trettio som Xenofon anger i sitt verk Hellenika:

- Aischines (ej att förväxla med ratorn vid samma namn)
- Anaetius
- Aresias
- Aristoteles (ej att förväxla med filosofen vid samma namn)
- Chaereleos
- Charicles
- Chremo
- Diokles
- Drakontide
- Erasistratus av Acharnae
- Eratosthenes
- Eukleides
- Eumathes
- Faedrias
- Feido
- Hiero
- Hippolokus
- Hippomakus
- Kleomedes
- Kritias (en av De trettios ledande medlemmar)
- Melobius
- Mnesilokus
- Mnesitheides
- Onomakles
- Peison
- Polykares
- Sofokles (ej att förväxla med dramatikern vid samma namn)
- Teogenes
- Teognis
- Teramenes (en av De trettios ledande medlemmar)